# Szybenica
Szybenica – zalesiony szczyt o wysokości 495 m n.p.m., na Pogórzu Przemyskim. Znajduje się przy miejscowości Koniusza. 
Przez szczyt przebiega niebieski  szlak turystyczny.